# Настій

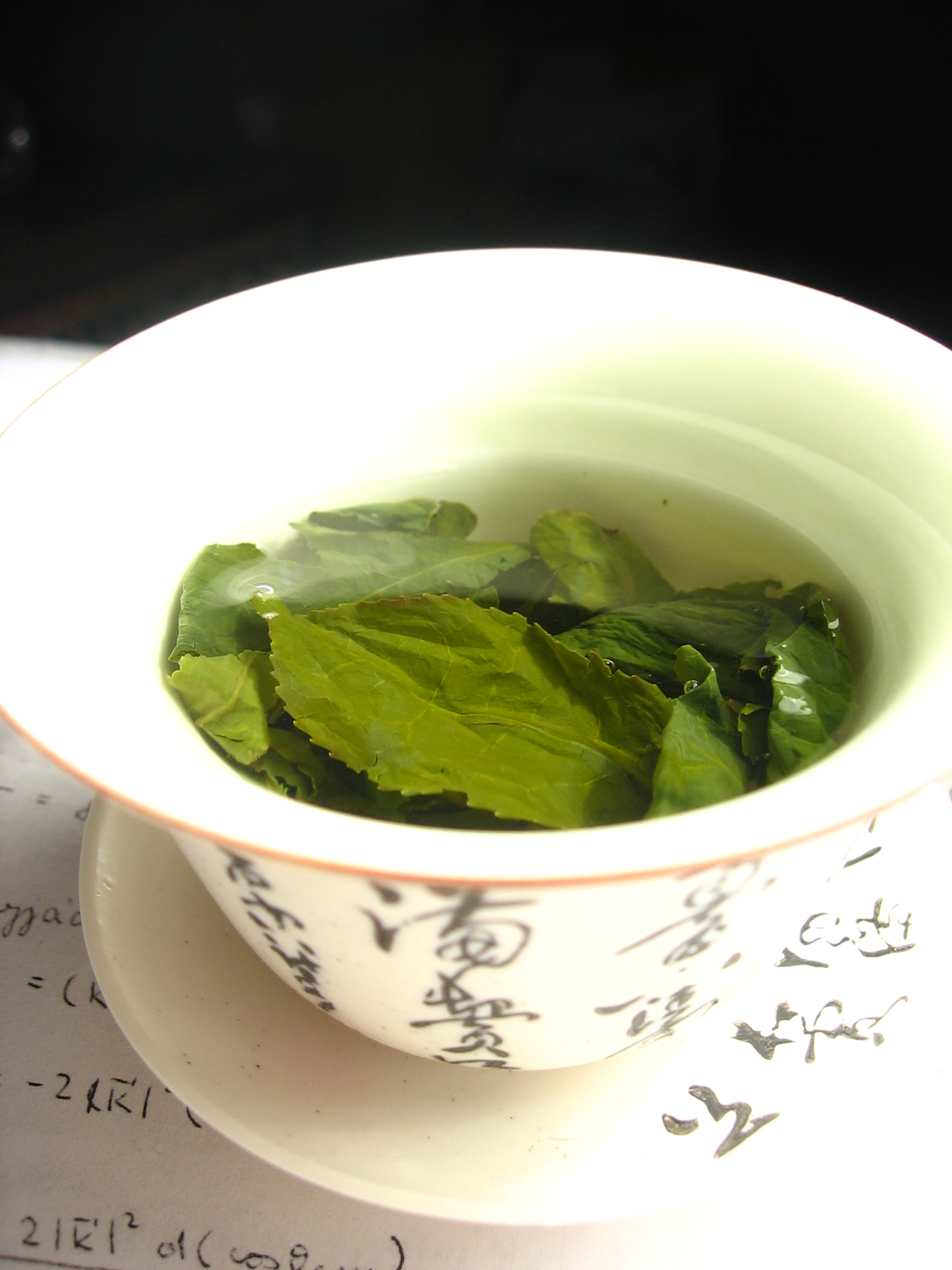
Настій

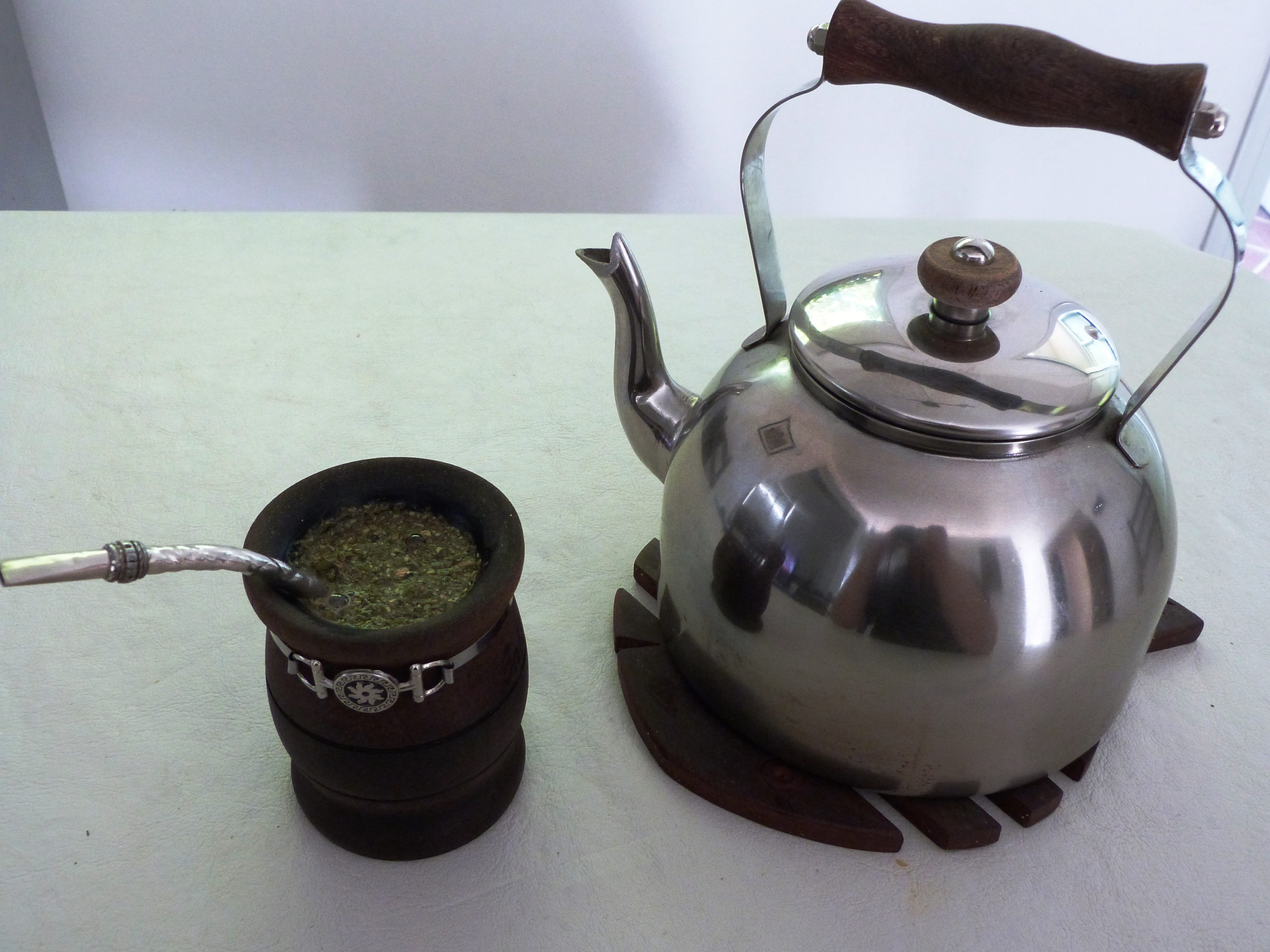
Мате

Настій — рідка лікарська форма, витяжка із рослинної чи тваринної сировини, що утворилася в тій рідині, у яку ця сировина вміщена; водяний розчин спеціально приготовлених екстрактів. Великого поширення дана лікарська форма отримала в народній медицині і гомеопатії. Настої можуть застосовуватися внутрішньо, зовнішньо або вдихатися через розігріті пари.

## Основи
Крім води, яка може бути просто кип'яченою або дистильованою, для приготування настоїв також використовують спиртовмісні суміші, різні олії та оцет.

## Сировина
Як сировина застосовуються дерева та рослини, трави, коріння, фрукти, гриби. Частіше для настоїв використовуються окремі частини рослин, що володіють найбільшим ефектом, тобто найшвидше і найповніше віддають корисні речовини:
- Квіти
- Листя
- Стебла
- Плоди

## Способи приготування
Настої готують холодним, гарячим або змішаним способами. При холодному способі подрібнені частини сировини заливають холодною основою і витримують у закритій посудині деякий час.
У разі гарячого способу сировину заливають окропом або олією і парять не доводячи до кипіння. При кипінні можуть зруйнується корисні речовини, точки кипіння зазвичай досягають при відварах.
При змішаному способі сировину спочатку відстоють, настій зціджують, а із залишками сировини чинять як при гарячому способі, потім обидва настої змішують. Такий спосіб є найбільш ефективним.

## Цікаві факти
Перший документально зафіксований факт приготування і лікування даною лікарською формою відноситься до X століття, коли перський вчений Авіценна, описав рецепт настою на олійній основі.[джерело?]